# Liste des maires de Saint-Flour (Cantal)
La liste des maires de Saint-Flour présente la liste des maires de la commune française de Saint-Flour, sous-préfecture du Cantal en région Auvergne-Rhône-Alpes.

## L'Hôtel de ville

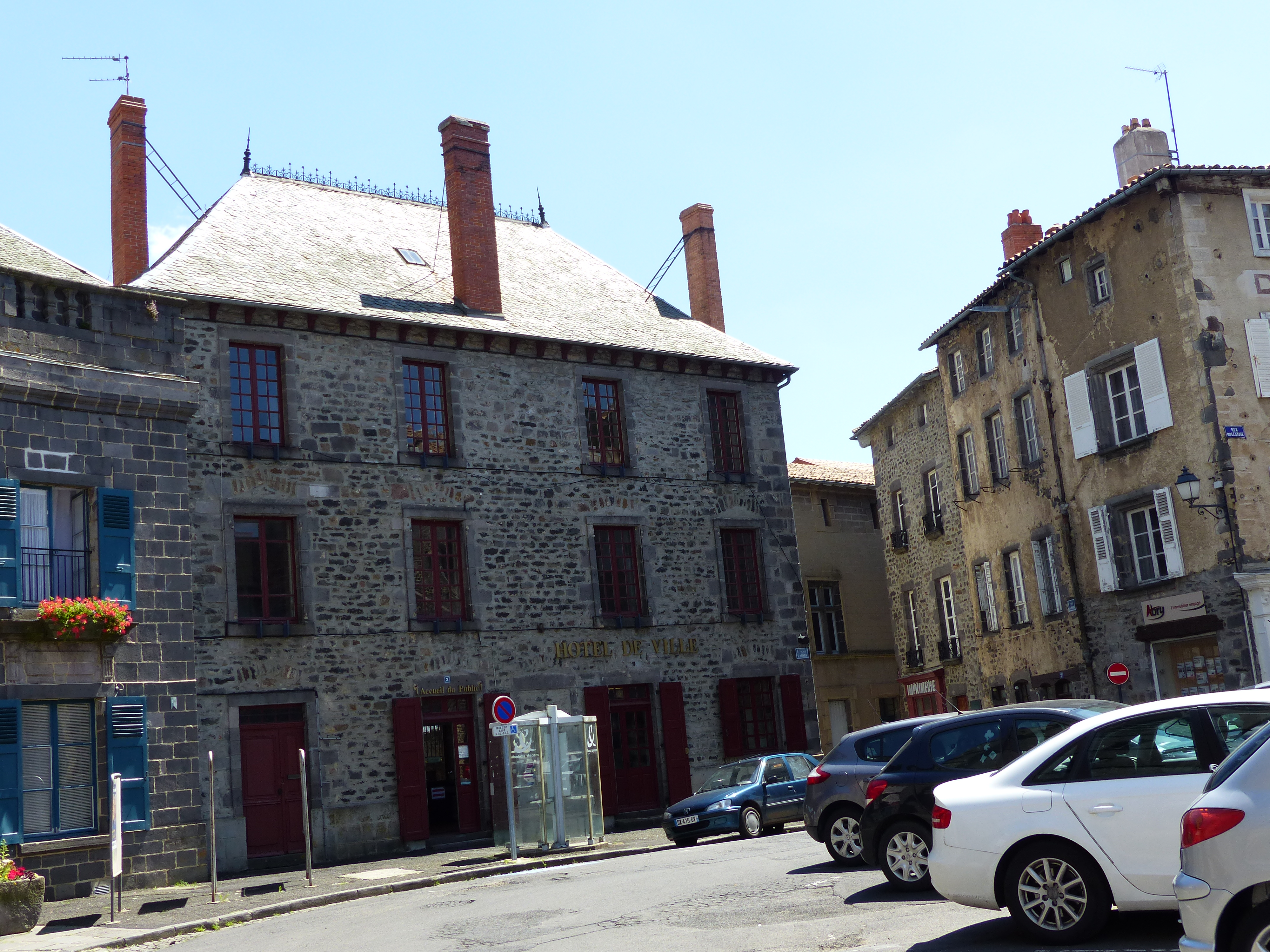
L'hôtel de ville de Saint-Flour.

## Liste des maires

### Sous l'Ancien Régime
| Période                                  | Période           | Identité                                       | Étiquette | Qualité                                               |
| ---------------------------------------- | ----------------- | ---------------------------------------------- | --------- | ----------------------------------------------------- |
| Les données manquantes sont à compléter. |                   |                                                |           |                                                       |
| 20 janvier 1704                          | 16 septembre 1707 | Victor Rouillon-Spy (1670-1750)                |           | Ancien conseiller du roi Premier maire de Saint-Flour |
| 16 septembre 1707                        | 15 septembre 1709 | Charles Bérauld                                |           |                                                       |
| 15 septembre 1709                        | août 1722         | Victor Rouillon-Spy (1670-1750)                |           | Ancien conseiller du roi                              |
| 17 septembre 1723                        | juillet 1724      | Guillaume Pojolat                              |           |                                                       |
| 27 octobre 1723                          | juillet 1724      | Victor Rouillon-Spy (1670-1750)                |           | Ancien conseiller du roi                              |
| Les données manquantes sont à compléter. |                   |                                                |           |                                                       |
| 12 décembre 1765                         | 6 octobre 1767    | Charles de Sauret de Montlouby                 |           | Écuyer, seigneur d'Aulhac                             |
| 27 mars 1768                             | 22 septembre 1769 | Guillaume Bouchet                              |           |                                                       |
| 22 septembre 1769                        | 1773              | Pierre Chirol                                  |           |                                                       |
| 1773                                     | 1790              | Victor Rouillon de Spy des Ternes, (1745-1829) |           | Avocat, juge civil et criminel, urbaniste             |

### De 1790 à 1944
| Période           | Période           | Identité                                  | Étiquette           | Qualité |
| ----------------- | ----------------- | ----------------------------------------- | ------------------- | --- |
| 14 novembre 1790  | 27 mars 1791      | Claude Borel de Montchauvel               |                     | |
| 13 novembre 1791  | 21 octobre 1792   | Jacques Bonnault                          |                     | |
| 29 novembre 1792  | 4 novembre 1794   | Guillaume Delcros                         |                     | |
| 4 novembre 1794   | 18 novembre 1795  | Jean-Baptiste Rongier                     |                     | |
| 18 novembre 1795  | 1er avril 1797    | Guillaume Sardine                         |                     | |
| 1er avril 1797    | 13 octobre 1797   | Pierre Vaissier                           |                     | |
| 22 octobre 1797   | 20 avril 1799     | Guillaume Sardine                         |                     | |
| 20 avril 1799     | 30 avril 1799     | Jacques Champclaux                        |                     | |
| 30 avril 1799     | 3 juin 1801       | Pierre Vayron                             |                     | |
| 3 juin 1801       | 10 mai 1808       | Jean-Baptiste Rongier                     |                     | |
| 11 mai 1808       | 21 mai 1815       | Claude Borel de Montchauvel (1746-1836)   |                     | Docteur en médecine |
| 21 mai 1815       | 12 juillet 1815   | Jean Daude                                |                     | Maire provisoire Ancien avocat du roi au bailliage de Saint-Flour Ancien député à l'Assemblée constituante (1789 → 1791)      |
| 12 juillet 1815   | 27 mai 1818       | Claude Borel de Montchauvel (1746-1836)   |                     | Docteur en médecine |
| juin 1818         | 5 février 1821    | Guillaume de Lagarrigue                   |                     | Président du Tribunal civil de Saint-Flour                                                                                    |
| 5 février 1821    | 20 septembre 1830 | Antoine Falcon de Longevialle (1767-1836) |                     | Lieutenant-colonel de cavalerie, propriétaire                                                                                 |
| 20 septembre 1830 | 10 décembre 1830  | Pierre Dupre                              |                     | Maire par intérim |
| 10 décembre 1830  | 11 juin 1840      | Guillaume Alexis Henry                    |                     | Avocat Conseiller d'arrondissement (1833 → 1848)                                                                              |
| 11 juin 1840      | 25 janvier 1841   | Jacques Grassal                           |                     | Maire par intérim |
| 25 janvier 1841   | 28 mai 1846       | Antoine Amable Lafont                     |                     | Avoué Conseiller d'arrondissement (1833 → 1858)                                                                               |
| 8 juin 1846       | 3 décembre 1855   | Frédéric Hilaire Dessauret d'Auliac       |                     | |
| 3 décembre 1855   | 26 septembre 1870 | André Creuzet                             | Bonapartiste        | Ancien sous-préfet Député du Cantal (1854 → 1870) Conseiller général de Saint-Flour-Nord (1858 → 1871)                        |
| 28 septembre 1870 | 7 août 1871       | Pierre Bremont                            |                     | |
| 7 août 1871       | 17 janvier 1874   | Jean Oudoul                               | Gauche républicaine | Avocat Conseiller général de Saint-Flour-Nord (1871 → 1880)                                                                   |
| 20 février 1874   | 2 janvier 1877    | Hugues Delotz                             | Conservateur        | Docteur en médecine |
| 2 janvier 1877    | 13 juin 1877      | Jean Oudoul                               | Gauche républicaine | Avocat Député du Cantal (1876 → 1881) Conseiller général de Saint-Flour-Nord (1871 → 1880)                                    |
| 13 juin 1877      | 3 janvier 1878    | Hugues Delotz                             | Conservateur        | Docteur en médecine |
| 4 janvier 1878    | 18 mai 1878       | Jean Oudoul                               | Gauche républicaine | Avocat Député du Cantal (1876 → 1881) Conseiller général de Saint-Flour-Nord (1871 → 1880)                                    |
| 18 mai 1878       | 22 mars 1881      | Georges Daude                             |                     | Avocat Conseiller général de Saint-Flour-Sud (1875 → 1880)                                                                    |
| 22 mars 1881      | 12 août 1887      | Antoine Chanson                           | Républicain         | Avoué puis avocat, ancien adjoint au maire Député du Cantal (1885 → 1889) Conseiller général de Saint-Flour-Sud (1880 → 1886) |
| 12 août 1887      | 20 mai 1888       | Alfred Bert (1835-1920)                   | Républicain modéré  | Marchand de planches Conseiller général de Saint-Flour-Nord (1886 → 1904)                                                     |
| 20 mai 1888       | 3 janvier 1890    | Pierre Bremont                            |                     | |
| 3 janvier 1890    | 8 octobre 1901    | Alfred Bert, (1835-1920)                  | Républicain modéré  | Marchand de planches Conseiller général de Saint-Flour-Nord (1886 → 1904)                                                     |
| 20 octobre 1901   | 22 février 1903   | Léon Douët, (1842-1926)                   |                     | Banquier, propriétaire |
| 22 février 1903   | 19 mai 1912       | Alfred Bert (1835-1920)                   | Républicain modéré  | Marchand de planches Conseiller général de Saint-Flour-Nord (1886 → 1904)                                                     |
| 19 mai 1912       | 22 juin 1917      | Léon Douët (1842-1926)                    |                     | Banquier, propriétaire Démissionnaire                                                                                         |
| 8 octobre 1917    | 10 décembre 1919  | Jean-Baptiste Julhe                       |                     | Adjoint faisant fonction de maire                                                                                             |
| 10 décembre 1919  | 2 décembre 1920   | Alfred Bert (1835-1920)                   | Républicain modéré  | Marchand de planches |
| 3 décembre 1920   | 15 septembre 1944 | Jules Vert (1880-1950)                    |                     | Huissier, directeur d'une compagnie d'assurance Nommé conseiller départemental en 1942                                        |

## Conseil municipal actuel
Les 29 sièges composant le conseil municipal de Saint-Flour ont été pourvus le 28 juin 2020 à l'issue du second tour. Actuellement, il est réparti comme suit : 

## Résultats des élections municipales

### Élection municipale de 2020
| Tête de liste                           | Tête de liste            | Liste                    | Premier tour | Premier tour | Second tour | Second tour | Sièges | Sièges |
| Tête de liste                           | Tête de liste            | Liste                    | Voix         | %            | Voix        | %           | CM     | CC     |
| --------------------------------------- | ------------------------ | ------------------------ | ------------ | ------------ | ----------- | ----------- | ------ | ------ |
|                                         | Philippe Delort          | DVC                      | 1 016        | 44,54        | 1 110       | 47,41       | 22     | 13     |
| Saint-Flour, un avenir en commun        |                          |                          | 1 016        | 44,54        | 1 110       | 47,41       | 22     | 13     |
|                                         | Martine Guibert          | DVC                      | 895          | 39,24        | 985         | 42,07       | 6      | 4      |
| Saint-Flour, vivre notre ville ensemble |                          |                          | 895          | 39,24        | 985         | 42,07       | 6      | 4      |
|                                         | Christiane Meyroneinc    | PS-PCF                   | 370          | 16,22        | 246         | 10,50       | 1      | 0      |
| Agissons ensemble pour Saint-Flour      |                          |                          | 370          | 16,22        | 246         | 10,50       | 1      | 0      |
|                                         |                          |                          |              |              |             |             |        |        |
| Votes valides                           | Votes valides            | Votes valides            | 2 281        | 96,94        | 2 341       | 98,03       |        |        |
| Votes blancs                            | Votes blancs             | Votes blancs             | 29           | 1,23         | 27          | 1,13        |        |        |
| Votes nuls                              | Votes nuls               | Votes nuls               | 43           | 1,83         | 20          | 0,84        |        |        |
| Total                                   | Total                    | Total                    | 2 353        | 100,00       | 2 388       | 100,00      | 29     | 17     |
| Abstention                              | Abstention               | Abstention               | 1 752        | 42,68        | 1 723       | 41,91       |        |        |
| Inscrits / participation                | Inscrits / participation | Inscrits / participation | 4 105        | 57,35        | 4 111       | 58,09       |        |        |

### Élection municipale de 2014
|                                       | Pierre Jarlier * | DVD            | 1 986 | 74,32  | 26 | 15 |  |  |
| Avec vous pour Saint-Flour            |                  |                | 1 986 | 74,32  | 26 | 15 |  |  |
|                                       | Hervé Cartayrade | DVG            | 686   | 25,67  | 3  | 2  |  |  |
| Avec la gauche, Saint-Flour autrement |                  |                | 686   | 25,67  | 3  | 2  |  |  |
|                                       |                  |                |       |        |    |    |  |  |
| Inscrits                              | Inscrits         | Inscrits       | 4 185 | 100,00 |    |    |  |  |
| Abstentions                           | Abstentions      | Abstentions    | 1 278 | 30,54  |    |    |  |  |
| Votants                               | Votants          | Votants        | 2 907 | 69,46  |    |    |  |  |
| Blancs et nuls                        | Blancs et nuls   | Blancs et nuls | 235   | 8,08   |    |    |  |  |
| Exprimés                              | Exprimés         | Exprimés       | 2 672 | 91,92  |    |    |  |  |
| * Liste du maire sortant              |                  |                |       |        |    |    |  |  |

### Élection municipale de 2008
|                                      | Pierre Jarlier *         | UMP-DVD (MAJ)  | 1 988 | 66,00  | 24 |  |  |  |
| Saint Flour en marche pour tous      |                          |                | 1 988 | 66,00  | 24 |  |  |  |
|                                      | Jean-Baptiste Meyroneinc | PS-PCF (UG)    | 1 024 | 34,00  | 5  |  |  |  |
| Agir avec la gauche pour Saint Flour |                          |                | 1 024 | 34,00  | 5  |  |  |  |
|                                      |                          |                |       |        |    |  |  |  |
| Inscrits                             | Inscrits                 | Inscrits       | 4 493 | 100,00 |    |  |  |  |
| Abstentions                          | Abstentions              | Abstentions    | 1 281 | 28,51  |    |  |  |  |
| Votants                              | Votants                  | Votants        | 3 212 | 71,49  |    |  |  |  |
| Blancs ou nuls                       | Blancs ou nuls           | Blancs ou nuls | 200   | 6,23   |    |  |  |  |
| Exprimés                             | Exprimés                 | Exprimés       | 3 012 | 93,77  |    |  |  |  |
| * Liste du maire sortant             |                          |                |       |        |    |  |  |  |

### Élection municipale de 2001
|                                               | Pierre Jarlier *         | UDF-RPR (Un. d.) | 2 353 | 73,55  | 26 |  |  |  |
| Saint-Flour en confiance                      |                          |                  | 2 353 | 73,55  | 26 |  |  |  |
|                                               | Jean-Baptiste Meyroneinc | PS-PCF (G. pl.)  | 846   | 26,45  | 3  |  |  |  |
| Un avenir solidaire pour tous les Sanflorains |                          |                  | 846   | 26,45  | 3  |  |  |  |
|                                               |                          |                  |       |        |    |  |  |  |
| Inscrits                                      | Inscrits                 | Inscrits         | 4 646 | 100,00 |    |  |  |  |
| Abstentions                                   | Abstentions              | Abstentions      | 1 168 | 25,14  |    |  |  |  |
| Votants                                       | Votants                  | Votants          | 3 478 | 74,86  |    |  |  |  |
| Blancs ou nuls                                | Blancs ou nuls           | Blancs ou nuls   | 279   | 8,02   |    |  |  |  |
| Exprimés                                      | Exprimés                 | Exprimés         | 3 199 | 91,98  |    |  |  |  |
| * Liste du maire sortant                      |                          |                  |       |        |    |  |  |  |

### Élection municipale de 1995
|                                           | Pierre Jarlier *         | UDF-RPR (Un. d.) | 2 116 | 61,92  | 24 |  |  |  |
| Saint-Flour va mieux, continuons ensemble |                          |                  | 2 116 | 61,92  | 24 |  |  |  |
|                                           | Jacques Albisson         | DVD              | 714   | 20,89  | 3  |  |  |  |
|                                           |                          |                  | 714   | 20,89  | 3  |  |  |  |
|                                           | Jean-Baptiste Meyroneinc | PS-PCF (Un. g.)  | 587   | 17,17  | 2  |  |  |  |
| Saint-Flour pour tous avec la gauche      |                          |                  | 587   | 17,17  | 2  |  |  |  |
|                                           |                          |                  |       |        |    |  |  |  |
| Inscrits                                  | Inscrits                 | Inscrits         | 4 606 | 100,00 |    |  |  |  |
| Abstentions                               | Abstentions              | Abstentions      | 999   | 21,68  |    |  |  |  |
| Votants                                   | Votants                  | Votants          | 3 607 | 78,32  |    |  |  |  |
| Blancs ou nuls                            | Blancs ou nuls           | Blancs ou nuls   | 190   | 5,27   |    |  |  |  |
| Exprimés                                  | Exprimés                 | Exprimés         | 3 417 | 94,73  |    |  |  |  |
| * Liste du maire sortant                  |                          |                  |       |        |    |  |  |  |

### Élection municipale partielle de 1993
Ce scrutin est organisé après une série de démissions – 10 conseillers municipaux sur 29 – due à la situation financière délicate de la commune (dette de 130 millions de francs notamment). Contestant la décision du préfet du Cantal, jugeant la dernière démission comme irrégulière et par conséquent l'organisation de cette nouvelle consultation électorale, le maire sortant François Delpeuch est débouté et décide de ne pas présenter de liste, tout comme le Parti communiste, appelant les électeurs à glisser un bulletin blanc dans l'urne.
|                                   | Pierre Jarlier | UDF-RPR (Un. d.) | 1 733 | 100,00 | 29 |  |  |  |
| Ensemble, retrouvons la confiance |                |                  | 1 733 | 100,00 | 29 |  |  |  |
|                                   |                |                  |       |        |    |  |  |  |
| Inscrits                          | Inscrits       | Inscrits         | 4 613 | 100,00 |    |  |  |  |
| Abstentions                       | Abstentions    | Abstentions      | 1 469 | 37,56  |    |  |  |  |
| Votants                           | Votants        | Votants          | 3 144 | 62,44  |    |  |  |  |
| Blancs et nuls                    | Blancs et nuls | Blancs et nuls   | 1 411 | 44,88  |    |  |  |  |
| Exprimés                          | Exprimés       | Exprimés         | 1 733 | 55,12  |    |  |  |  |

### Élection municipale de 1989
| Tête de liste                    | Tête de liste     | Liste                      | Premier tour | Premier tour | Second tour | Second tour | Sièges  | Sièges |
| Tête de liste                    | Tête de liste     | Liste                      | Voix         | %            | Voix        | %           | CM      |        |
| -------------------------------- | ----------------- | -------------------------- | ------------ | ------------ | ----------- | ----------- | ------- | ------ |
|                                  | Jean Julhe *      | UDF-RPR (Un. d.)           | 1 287        | 36,97        | 1 544       | 42,86       | 6       |        |
| Saint-Flour ensemble             |                   |                            | 1 287        | 36,97        | 1 544       | 42,86       | 6       |        |
|                                  | François Delpeuch | DVG-PRV diss. (Maj. prés.) | 1 173        | 33,69        | 2 058       | 57,13       | 23      |        |
|                                  |                   |                            | 1 173        | 33,69        | 2 058       | 57,13       | 23      |        |
|                                  | André Maigne      | PS                         | 805          | 23,12        | Retrait     | Retrait     | Retrait |        |
| Pour la démocratie à Saint-Flour |                   |                            | 805          | 23,12        | Retrait     | Retrait     | Retrait |        |
|                                  | Louis Gayraud     | DVG-PCF (Maj. prés.)       | 216          | 6,20         |             |             |         |        |
| Pour la gauche                   |                   |                            | 216          | 6,20         |             |             |         |        |
|                                  |                   |                            |              |              |             |             |         |        |
| Inscrits                         | Inscrits          | Inscrits                   | 4 509        | 100,00       | 4 509       | 100,00      |         |        |
| Abstentions                      | Abstentions       | Abstentions                | 805          | 17,85        | 726         | 16,10       |         |        |
| Votants                          | Votants           | Votants                    | 3 704        | 82,15        | 3 783       | 83,90       |         |        |
| Nuls                             | Nuls              | Nuls                       | 223          | 4,94         | 181         | 4,01        |         |        |
| Exprimés                         | Exprimés          | Exprimés                   | 3 481        | 77,20        | 3 602       | 79,88       |         |        |
| * Liste du maire sortant         |                   |                            |              |              |             |             |         |        |

### Élection municipale de 1983
|                          | Jean Julhe * | UDF-RPR (Un. opp.) | 1 942 | 60,61  | 24 |  |  |  |
|                          | André Maigne | PS-PCF (Un. g.)    | 1 262 | 39,38  | 5  |  |  |  |
|                          |              |                    |       |        |    |  |  |  |
| Inscrits                 | Inscrits     | Inscrits           | 4 157 | 100,00 |    |  |  |  |
| Abstentions              | Abstentions  | Abstentions        | 605   | 14,55  |    |  |  |  |
| Votants                  | Votants      | Votants            | 3 552 | 85,44  |    |  |  |  |
| Nuls                     | Nuls         | Nuls               | 348   | 8,37   |    |  |  |  |
| Exprimés                 | Exprimés     | Exprimés           | 3 204 | 77,07  |    |  |  |  |
| * Liste du maire sortant |              |                    |       |        |    |  |  |  |

### Élection municipale de 1977
| Tête de liste                          | Tête de liste | Liste                  | Premier tour | Premier tour | Second tour | Second tour | Sièges | Sièges |
| Tête de liste                          | Tête de liste | Liste                  | Voix         | %            | Voix        | %           | CM     |        |
| -------------------------------------- | ------------- | ---------------------- | ------------ | ------------ | ----------- | ----------- | ------ | ------ |
|                                        | Jean Julhe *  | DVD-RI-CDS (Mod. maj.) | 1 243        | 38,40        | 1 318       | 40,23       | 15     |        |
| Entente et action pour Saint-Flour     |               |                        | 1 243        | 38,40        | 1 318       | 40,23       | 15     |        |
|                                        | Roger Lombard | DVD-RPR (Mod. maj.)    | 1 024        | 31,63        | -           | -           | 7      |        |
| Pour une gestion saine et démocratique |               |                        | 1 024        | 31,63        | -           | -           | 7      |        |
|                                        | Louis Gayraud | PS-PCF (Un. g.)        | 757          | 23,38        | 712         | 21,73       | 1      |        |
| Mieux vivre à Saint-Flour              |               |                        | 757          | 23,38        | 712         | 21,73       | 1      |        |
|                                        |               |                        |              |              |             |             |        |        |
| Inscrits                               | Inscrits      | Inscrits               | 4 014        | 100,00       | 4 014       | 100,00      |        |        |
| Abstentions                            | Abstentions   | Abstentions            | 652          | 16,24        | -           | -           |        |        |
| Votants                                | Votants       | Votants                | 3 362        | 83,76        | -           | -           |        |        |
| Exprimés                               | Exprimés      | Exprimés               | 3 237        | 80,64        | 3 276       | 81,61       |        |        |
| * Liste du maire sortant               |               |                        |              |              |             |             |        |        |